# Belgijskie imperium kolonialne

Flaga Belgii

Mapa przedstawiająca belgijskie imperium kolonialne

Belgijskie imperium kolonialne – istniejące w latach 1908–1962 imperium kolonialne, w skład którego wchodziły dwie należące do Królestwa Belgii kolonie – Kongo Belgijskie (obecnie Demokratyczna Republika Konga) oraz protektorat Ruanda-Urundi (obecnie Rwanda i Burundi). W odróżnieniu od innych europejskich mocarstw kolonialnych, zdecydowaną większość terytorium stanowiła jedna kolonia – Kongo Belgijskie, które stanowiło ponad 95% powierzchni całego imperium i było ponad 76 razy większe od metropolii, będąc początkowo prywatną własnością króla Belgii, Leopolda II.

## Wolne Państwo Kongo
Belgia stała się niepodległym państwem dopiero w 1830 roku, wcześniej będąc częścią Królestwa Zjednoczonych Niderlandów. W owym czasie znaczna część obszarów zamorskich nadających się do kolonizacji znajdowała się już w strefach wpływów potężnych mocarstw kolonialnych, takich jak Wielka Brytania czy Francja. Król Belgii, Leopold II, przekonany, że kolonie są kluczem do potęgi narodu, usiłował uzyskać je dla swojego państwa, jednakże naród i rząd belgijski nie były zainteresowane ekspansją kolonialną. Leopold II podjął więc próby uzyskania kolonii dla siebie i po długoletnich staraniach, na konferencji berlińskiej w 1885 roku oddano pod jego władzę obszar Konga, które stało się jego prywatną własnością. W 1891 roku władza Leopolda II została rozszerzona również na Katangę po tym, gdy wysłana przez niego ekspedycja zabiła rządzącego tam króla Msiri. W roku 1894 Leopold II otrzymał również dożywotnio od Brytyjczyków enklawę Lado, która po jego śmierci w 1910 roku powróciła do Sudanu Anglo-Egipskiego.
W rządzonym przez Leopolda II Kongu prowadzono rabunkową gospodarkę skupioną wokół pozyskiwania kauczuku i kości słoniowej. Tubylcza ludność była zmuszana do pracy przy użyciu brutalnych metod, niejednokrotnie dochodziło do masowych mordów. Szacuje się, że w wyniku działań administracji Leopolda II, a także przywiezionych przez Europejczyków chorób, zmarło kilka milionów Kongijczyków.
Wolne Państwo Kongo, choć oficjalnie nie należało do państwa belgijskiego, przynosiło mu liczne korzyści, głównie w zakresie handlu i zatrudnienia dla belgijskich obywateli.

## Kongo Belgijskie
W 1908 roku pod naciskiem międzynarodowym, związanym z ujawnieniem brutalnych działań administracji Leopolda II w Kongu, rząd belgijski zgodził się zaanektować Wolne Państwo Kongo jako swoją kolonię, nazywaną odtąd Kongiem Belgijskim. Kongo pozostawało kolonią belgijską do 30 czerwca 1960 roku, kiedy to uzyskało niepodległość jako Republika Konga (obecnie Demokratyczna Republika Konga).

## Tiencin
Belgia wraz z kilkoma innymi państwami europejskimi oraz Stanami Zjednoczonymi i Japonią, znajdowała się w posiadaniu terytorium koncesyjnego w chińskim mieście Tiencin, będącym ważnym portem handlowym. Uzyskała je w 1902 roku po skutecznym stłumieniu powstania bokserów, które miało miejsce w latach 1899–1901. Terytorium to zostało zwrócone Chinom w 1929 roku.

## Ruanda-Urundi
Podczas I wojny światowej, w 1916 roku wojska belgijskie wkroczyły na północno-zachodnie tereny Niemieckiej Afryki Wschodniej i pozostawały na tym obszarze do końca wojny. Na mocy traktatu wersalskiego znaczna część Niemieckiej Afryki Wschodniej została przekazana Brytyjczykom, natomiast Ruanda-Urundi została przyznana w 1924 roku Belgii jako protektorat i terytorium mandatowe Ligi Narodów, po 1946 roku stając się terytorium powierniczym ONZ. Terytorium uzyskało niepodległość w 1962 roku jako dwa niezależne państwa Rwanda i Burundi, jednocześnie kończąc istnienie belgijskiego imperium kolonialnego.